# Lasse Bøchman
Lasse Bøchman, nacido el 13 de junio de 1983 en Næstved, es un exciclista profesional danés. Debutó como profesional en el 2003 con el equipo CK Kronborg Pro, en 2008 dio el salto al ciclismo de máxima categoría con el Saxo Bank, equipo en el que estuvo temporada y media. Su último equipo fue el Cult Energy Vital Water. Se retiró en 2014, a los 31 años de edad y después de 11 temporadas como profesional.

## Palmarés
2010
- Flèche du Sud

2011
- Flèche du Sud, más 1 etapa

## Equipos
- CK Kronborg Pro (2003)
- Glud & Marstrand-Horsens (2005)
- Team GLS (2006)
- Glud & Marstrand-Horsens (2007)[1]
- Team CSC (2007)[2]
- Glud & Marstrand-Horsens (2008)[3]
- CSC/Saxo Bank (2008[4] -2009)
- Glud & Marstrand (2010-2012)
  - Glud & Marstrand-LRØ Radgivning (2010)
  - Glud & Marstrand-Horsens (2011-2012)
- J.Jensen-Ramirent (2013)[5]
- Cult Energy Vital Water (2014)